# عبد الجليل الطاهر
عبد الجليل الطاهر (1917- 1971) رائد علم الاجتماع في العراق.

## البدايات
ولد في مدينة القرنة بمحافظة البصرة، أنهى مراحل دراسته الأولى في منطقة نشأته (البصرة) ثم انتقل إلى بغداد، دخل دار المعلمين الريفية عام 1929م فتخرج فيها عام 1933م، وفي السنة ذاتها عيّن موظفاً في تربية البصرة.
في عام 1941م تزوج من السيدة فاطمة احمد جمال الدين، وهي سليلة اسرة اشتهرت بالعلم والادب وكان لها الاثر البارز في حياة الطاهر المستقبلية.
في عام 1942م، انتقلت عائلته إلى بغداد ودخل على الفور دار المعلمين العالية، فتخرج فيها بعد أربع سنوات.

## الجامعة
بعدها التحق بدار المعلمين العالية وتخرج منه في عام 1946م، وعيّن بعدها مدرساً على الملاك الثانوي في عام 1946- 1947م قدّم استقالته للالتحاق بالبعثة العلمية العراقية المتوجهة إلى فرنسا ليدرس بالسوربون - وبسبب الظروف السياسية آنذاك، نُقل الطلبة العراقيون من فرنسا إلى الولايات المتحدة الأميركية، فحلّ الطاهر في شيكاغو عام 1947م إلاّ أن الأجواء الدراسية- الاجتماعية في السوربون، ظلّت تلاحقه، إذ تعرف من خلالها على أساطين المدرسة الاجتماعية الفرنسية مثل جاك بيرك - أتمّ دراسة الماجستير في الولايات المتحدة (جامعة شيكاغو) عام 1950م، ثم بدأ في السنة ذاتها بدراسة الدكتوراه، وكان عنوان أطروحته (الجاليات العربية في الولايات المتحدة) فحصل على درجة الدكتوراه في علم الاجتماع عام 1952م.

## التدريس
عاد إلى الوطن وعيّن استاذاً في كلية الآداب جامعة بغداد، ساهم مع الدكتورعلي الوردي وشاكر مصطفى سليم والدكتور حاتم الكعبي في نشر بذور علم الاجتماع الحديث في القطر ووضعوا اللبنات الأولى لدراسة الظواهر الاجتماعية في الريف والصحراء والمجتمع الحضري.
وبدأ بتدريس مواد علم الاجتماع وفقراته  ويُعد ثاني متخصص أكاديمي بعد زميله الوردي، وقد أسهم بتدشين أول قسم لعلم الاجتماع في العراق في منتصف الخمسينيات من القرن العشرين.
حصل على درجة أستاذ مساعد في سنة 1955م من خلال تقديمه ثلاثة بحوث هي:
- المشكلات الاجتماعية في حضارة متبدلة.
- التفسير الاجتماعي للجريمة
- البدو والعشائر في البلاد العربية.

وطبعت هذه البحوث على شكل كتيب وتداولها الطلبة.
القى محاضرات في مواد السيطرة الاجتماعية ومادة التبدل الاجتماعي وحصل على رتبة الأستاذية في تشرين الثاني سنة 1958م، وانتخب رئيساً لقسم الاجتماع. ثم أوقف عن العمل سنة 1956م وعام 1959 والأخيرة عام 1963م، فانتقل في إثرها للعمل في الجامعات السعودية، ومنها كلية الآداب في الرياض سنة 1963 وأخيرًا في كلية الآداب والتربية بالجامعة الليبية - جامعة بنغازي في سنة 1964.

## خارج الجامعة
عمل في نشاطات مؤسسية منها وظيفة متخصص في المديرية العامة للبحوث في الهيئة الفنية الخامسة في وزارة الإعمار وفي سنة 1966م، رشّح لإشغال/ وظيفة مساعد مدير قسم العلوم الاجتماعية في هذه المنظمة.
في سنة 1962 رشّح أيضاً لإشغال عضوية المجلس الاستشاري لمكتب العمل الدولي في جنيف التابع لمنظمة العمل الدولي، وفي سنة 1970م، شغل عضوية رعاية الشباب، هذا زيادة على أنه كان عضواً في اللجنة المقترحة من وزير الدولة المكلّف بشؤون العشائر والأرياف.
بعد 8 شباط 1963م، أودع السجن مع الكثير من العلماء والبارزين على الساحة الجامعية والثقافية مثل د. عبد الجبار عبد الله ود. مهدي المخزومي ود. علي جواد الطاهر، فقد فُصِل ما يقارب المئة والخمسين من أولئك الأساتذة من وظائفهم ومنهم الدكتور نوري جعفر ابن مدينته القرنة.
وله كتب مترجمة كثيرة عن السكان والإقتصاد والتجريبية والمزارع التعاونية، ذكره علي الوردي والدكتور معن خليل عمر في كتابه عن رواد علم الاجتماع، وذكرته دراسات الدكتوراه في الجامعة وقواميس الرجال. ويعتبر عبد الجليل الطاهر الرائد الثاني في علم الاجتماع في العراق بعد الدكتور علي الوردي، أسهم بشكل فعال في تدريس علم الاجتماع في كلية الآداب (جامعة بغداد) بعد منتصف هذا القرن (العشرين)، وقدم العديد من الدراسات والمؤلفات والتراجم التي أسهمت في إثراء الفكر الاجتماعي والمعرفة الاجتماعية، وعكس المرحلة الأولى من مراحل تطور هذا العلم في العراق.
كتبت عنه الكثير من البحوث والدراسات والمقالات.
كانت بداية عطاءاته العلمية تتمثل في دراسة الوحدات الاجتماعية الكبيرة كدراسة المجتمع البدوي والريفي والمديني، لكن قبل نهاية حياته انتقل إلى تقديم دراسات وحدات صغيرة المدى، كدراسة الشخصية العراقية ومشروع المعيشي.

## النشاطات والمشاركات
- في سنة 1952م حضر حلقة الدراسات الاجتماعية في دمشق، وحلقة أخرى في بيروت عقدتها مؤسسة روكفلر.
- في سنة 1954م القى سلسلة من المحاضرات في حلقة الدراسات العربية في القاهرة.
- في سنة 1956 م حضر مؤتمر زغرب في يوغسلافيا الذي كانت تقيمه الرابطة الدولية للدراسات الاجتماعية وفي السنة ذاتها بعد عودته من يوغسلافيا كان ضمن مجموعة من الموفدين إلى عمان لتمثيل العراق في حلقة الدراسات الاجتماعية ومن هناك ارسل لحضور اجتماع عقد في القاهرة.
- في سنة 1958 م شارك في المؤتمر الرابع لخبراء الشؤون الاجتماعية الذي عقد في الكويت، وكان دائم الحضور في المؤتمرات العالمية كمؤتمر (باليرمو) الذي كان يقيمه المعهد الدولي للمدنيات وكان مقره في بروكسل، وكان قد تلقى دعوة من هذا المعهد في سنة 1960م لحضور حلقة دراسية علمية عقدت في ميونيخ بألمانيا الاتحادية حول مشكلات الإدارة في العالم.[8]

## من مؤلفاته المطبوعة
- التفسير الاجتماعي للجريمة 1954.
- علم الاجتماع، بالاشتراك مع الدكتور علي شلتوت، الإسكندرية،1964.
- ايدولوجيا ويوثوبيا، المطبعة العصرية 1968.
- وصدر له أيضا:

| العنوان                                                      | اللغة   | الناشر                   | السنة | عدد الصفحات | الترقيم الدولي           | المصدر                      |
| ------------------------------------------------------------ | ------- | ------------------------ | ----- | ----------- | ------------------------ | --------------------------- |
| الأيديولوجيَّة والطّوبائيَّة: مُقدّمةٌ في علمِ اِجتماعِ المَعرِفَة (ترجمة) | العربية | المركز الأكاديمي للأبحاث | 2017  | 542         | (ردمك 978-1-927946-50-3) | [ 9 ]                       |
| عشرة أعوام في طرابلس (ترجمة)                                 | العربية | دار ليبيا للنشر والتوزيع | 1967  | 574         | (ردمك 1850770751)        | [ 10 ] [ 11 ] [ 12 ]        |
| أصنام المجتمع؛ بحث في التحيز والتعصب والنفاق الاجتماعي       | العربية | المركز الأكاديمي للأبحاث | 2016  | 194         | (ردمك 9781927946374)     | [ 13 ] [ 14 ] [ 15 ] [ 16 ] |
| البدو والعشائر في البلاد العربية                             | العربية | مكتبة الرافدين           | 2021  | 198         | (ردمك 9789922643663)     | [ 17 ] [ 18 ]               |
| العشائر العراقية                                             | العربية | مكتبة المثنى             | 1972  | 416         | لا يوجد                  | [ 19 ] [ 20 ]               |
| أصول فلسفة الطبقة الوسطى في عصر النور (ترجمة)                | العربية | لايوجد                   | 1960  | 175         | لا يوجد                  | [ 21 ]                      |
| مسيرة المجتمع: بحث في نظرية التقدم الاجتماعي                 | العربية | المكتبة العصرية          | 1967  | 488         | لا يوجد                  | [ 22 ] [ 23 ]               |
| المشكلات الاجتماعية في حضارة متبدلة                          | العربية | المفكر للكتب             | 1953  | لا يوجد     | لا يوجد                  | [ 24 ]                      |
| العشائر والسياسة (ترجمة)                                     | العربية | مطبعة الزهراء            | 1958  | لا يوجد     | لا يوجد                  | [ 25 ] [ 4 ]                |
| المزارع التعاونية الجماعية (ترجمة) مطبعة العاني، بغداد 1960. | العربية | مطبعة العاني             | 1960  | لا يوجد     | لا يوجد                  | [ 26 ]                      |